# Rapistrum
Rapistrum és un gènere de plantes amb flors dins la família brassicàcia compta amb només dues espècies. Als Països Catalans només és autòcton el ravenell (Rapistrum rugosum) que és una espècie oriental estèpica que arriba a l'Europa Central. El fruit és una síliqua característica amb dos segments